# Jan Jeník (lední hokejista)
Jan Jeník (* 15. září 2000 Nymburk) je český hokejový útočník, který hraje v severoamerické NHL za tým Ottawa Senators, respektive za Belleville Senators v AHL.

## Juniorská kariéra
Narodil se v Nymburce, kde také s hokejem začínal. Prošel mládežnickými systémy BK Mladá Boleslav a libereckých Bílých Tygrů, za které nastoupil v šestnácti extraligových zápasech. Ve vstupním draftu NHL v roce 2018 byl vybrán ve třetím kolem jako celkem 65. hráč klubem Arizona Coyotes. Ročník 2018/19 zahájil střídavými starty v Liberci a prvoligových Benátkách nad Jizerou, v lednu 2019 odešel do kanadské OHL do celku Hamilton Bulldogs. Po úspěšném vstupu do sezóny 2019/20 získal ocenění Hráč měsíce OHL pro měsíc listopad, ve kterém v 12 utkáních zaznamenal celkem 31 bodů za 11 branek a 20 asistencí. S Arizonou podepsal tříletou nováčkovskou smlouvu v březnu 2019.

## Profesionální kariéra
Začátek sezóny 2020/21 odehrál ve druhé finské lize za Imatran Ketterä, poté se přesunul na farmu Coyotes v Tucsonu, hrající AHL. Za Coyotes poprvé nastoupil ke dvěma utkáním na konci sezóny, v obou vstřelil branku. V sezóně 2022/23 kvůli zranění vynechal 27 zápasů. V září 2023 podepsal novou dvoucestnou roční smlouvu. Po čtyřech sezónách v organizaci Coyotes, které z většiny odehrál v Tucsonu, byl na začátku července 2024 jako chráněný volný hráč nově vzniklým klubem Utah Hockey Club vyměněn s Ottawou Senators za Jegora Sokolova. S Ottawou podepsal 5. července roční dvoucestnou smlouvu v hodnotě 775 tisíc amerických dolarů v NHL a 190 tisíc v AHL. Za organizaci Senators odehrál v sezóně 2024/2025, ve které vynechal necelé dva měsíce kvůli zranění, 52 utkání za Belleville v AHL a 2 v NHL.

## Reprezentace
Jeník reprezentoval Česko na Mistrovství světa juniorů v ledním hokeji 2019 v Kanadě a o rok později na Mistrovství světa juniorů v Ostravě a Třinci. Během třetího zápasu tohoto turnaje utrpěl při souboji u mantinelu zranění a do dalších zápasů nenastoupil.

## Ocenění a úspěchy
- 2017 MIH – Nejlepší střelec
- 2017 MIH – Top tří hráčů v týmu

## Prvenství

### ČHL
- Debut – 1. října 2017 (Bílí Tygři Liberec proti HC Dynamo Pardubice)
- První asistence – 18. listopadu 2018 (Bílí Tygři Liberec proti HC Energie Karlovy Vary)

### NHL
- Debut – 7. května 2021 (San Jose Sharks proti Arizona Coyotes)
- První gól – 7. května 2021 (San Jose Sharks proti Arizona Coyotes, českému brankáři Josefu Kořenářovi)
- První asistence – 23. března 2022 (Arizona Coyotes proti St. Louis Blues)

## Klubová statistika
| Sezóna       | Klub                   | Soutěž       |    | Základní část | Základní část | Základní část | Základní část | Základní část |   | Play off | Play off | Play off | Play off | Play off |
| Sezóna       | Klub                   | Soutěž       | Z  | G             | A             | B             | TM            | Z             | G | A        | B        | TM       |          |          |
| 2017–18      | HC Benátky nad Jizerou | 1.ČHL        | 30 | 4             | 7             | 11            | 67            | —             | — | —        | —        | —        |          |          |
| 2017–18      | Bílí Tygři Liberec     | ČHL          | 6  | 0             | 0             | 0             | 4             | —             | — | —        | —        | —        |          |          |
| 2018–19      | HC Benátky nad Jizerou | 1.ČHL        | 13 | 1             | 5             | 6             | 12            | —             | — | —        | —        | —        |          |          |
| 2018–19      | Bílí Tygři Liberec     | ČHL          | 10 | 0             | 2             | 2             | 16            | —             | — | —        | —        | —        |          |          |
| 2018–19      | Hamilton Bulldogs      | OHL          | 27 | 13            | 17            | 30            | 49            | 2             | 0 | 1        | 1        | 4        |          |          |
| 2019–20      | Hamilton Bulldogs      | OHL          | 27 | 22            | 34            | 56            | 30            | —             | — | —        | —        | —        |          |          |
| 2020–21      | Ketterä                | Mestis       | 7  | 5             | 3             | 8             | 6             | —             | — | —        | —        | —        |          |          |
| 2020–21      | Tucson Roadrunners     | AHL          | 29 | 6             | 8             | 14            | 50            | 1             | 1 | 0        | 1        | 0        |          |          |
| 2020–21      | Arizona Coyotes        | NHL          | 2  | 2             | 0             | 2             | 0             | —             | — | —        | —        | —        |          |          |
| 2021–22      | Tucson Roadrunners     | AHL          | 51 | 17            | 30            | 47            | 67            | —             | — | —        | —        | —        |          |          |
| 2021–22      | Arizona Coyotes        | NHL          | 13 | 2             | 1             | 3             | 11            | —             | — | —        | —        | —        |          |          |
| 2022–23      | Tucson Roadrunners     | AHL          | 30 | 7             | 16            | 23            | 50            | 2             | 0 | 2        | 2        | 0        |          |          |
| 2022–23      | Arizona Coyotes        | NHL          | 2  | 0             | 0             | 0             | 4             | —             | — | —        | —        | —        |          |          |
| 2023–24      | Tucson Roadrunners     | AHL          | 55 | 16            | 20            | 36            | 48            | 2             | 0 | 0        | 0        | 6        |          |          |
| 2023–24      | Arizona Coyotes        | NHL          | 5  | 0             | 1             | 1             | 5             | —             | — | —        | —        | —        |          |          |
| 2024–25      | Belleville Senators    | AHL          | 55 | 12            | 17            | 29            | 75            | —             | — | —        | —        | —        |          |          |
| 2024–25      | Ottawa Senators        | NHL          | 2  | 0             | 0             | 0             | 0             | —             | — | —        | —        | —        |          |          |
| Celkem v ČHL | Celkem v ČHL           | Celkem v ČHL | 16 | 0             | 2             | 2             | 20            | —             | — | —        | —        | —        |          |          |
| Celkem v NHL | Celkem v NHL           | Celkem v NHL | 24 | 4             | 2             | 6             | 20            | —             | — | —        | —        | —        |          |          |

## Reprezentace
| Rok                       | Tým                       | Soutěž                    | Z                         | G  | A | B  | TM |    |
| ------------------------- | ------------------------- | ------------------------- | ------------------------- | -- | - | -- | -- | -- |
| 2017                      | Česko 18                  | MIH                       | 5                         | 6  | 1 | 7  | 0  |    |
| 2018                      | Česko 18                  | MS-18                     | 7                         | 0  | 6 | 6  | 10 |    |
| 2019                      | Česko 20                  | MSJ                       | 3                         | 0  | 2 | 2  | 2  |    |
| 2020                      | Česko 20                  | MSJ                       | 3                         | 2  | 1 | 3  | 2  |    |
| Juniorská kariéra celkově | Juniorská kariéra celkově | Juniorská kariéra celkově | Juniorská kariéra celkově | 18 | 8 | 10 | 18 | 14 |